# Carl Magnus von Seth
Carl Magnus Gabriel von Seth, född 8 november 1922 i Stockholm, död 11 januari 2019 i Partille, var en svensk författare, journalist och poet. 

## Biografi
von Seth var från 1950 knuten till Sveriges Radio med litteraturprogram som specialitet. År 1973 blev han biträdande redaktionschef för ljudradions Malmöredaktion. Som författare gav han ut diktsamlingar, barnböcker och tre historiska  romaner.
1982 startade von Seth bokklubben Bra Lyrik.
von Seths publicerade ett stort antal böcker och fortsatte skriva efter pensionen tills han fick en stroke. Hans sista bok, Ja, minsann, kom ut 2011. Något år senare flyttade von Seth från Dörröd i Skåne till Partille.
Carl Magnus von Seth är begravd på Skogsö kyrkogård.